# Tour du Pays de Montbéliard
De Tour du Pays de Montbéliard is een meerdaagse Franse wielerwedstrijd, die bestaat uit drie etappes. De wedstrijd vindt jaarlijks plaats, medio juni. De wedstrijd is onderdeel van de UCI Europe Tour en kent een classificatie van 2.2. Voor de eerste twee edities was er een leeftijdsgrens van 23 jaar. Sinds 2022 is deze grens opgeheven.
De wedstrijd wordt gezien als de opvolger van de GP du Pays de Montbéliard. Die wedstrijd vond plaats tussen 2011 en 2019. 

## Lijst van winnaars

### Overwinningen per land
| Overwinningen | Land                           |
| ------------- | ------------------------------ |
| 1             | Duitsland, Frankrijk, Tsjechië |